# Aschitus sugonjaevi
Aschitus sugonjaevi är en stekelart som först beskrevs av Trjapitzin 1968.  Aschitus sugonjaevi ingår i släktet Aschitus och familjen sköldlussteklar. Inga underarter finns listade.